# Oceanië

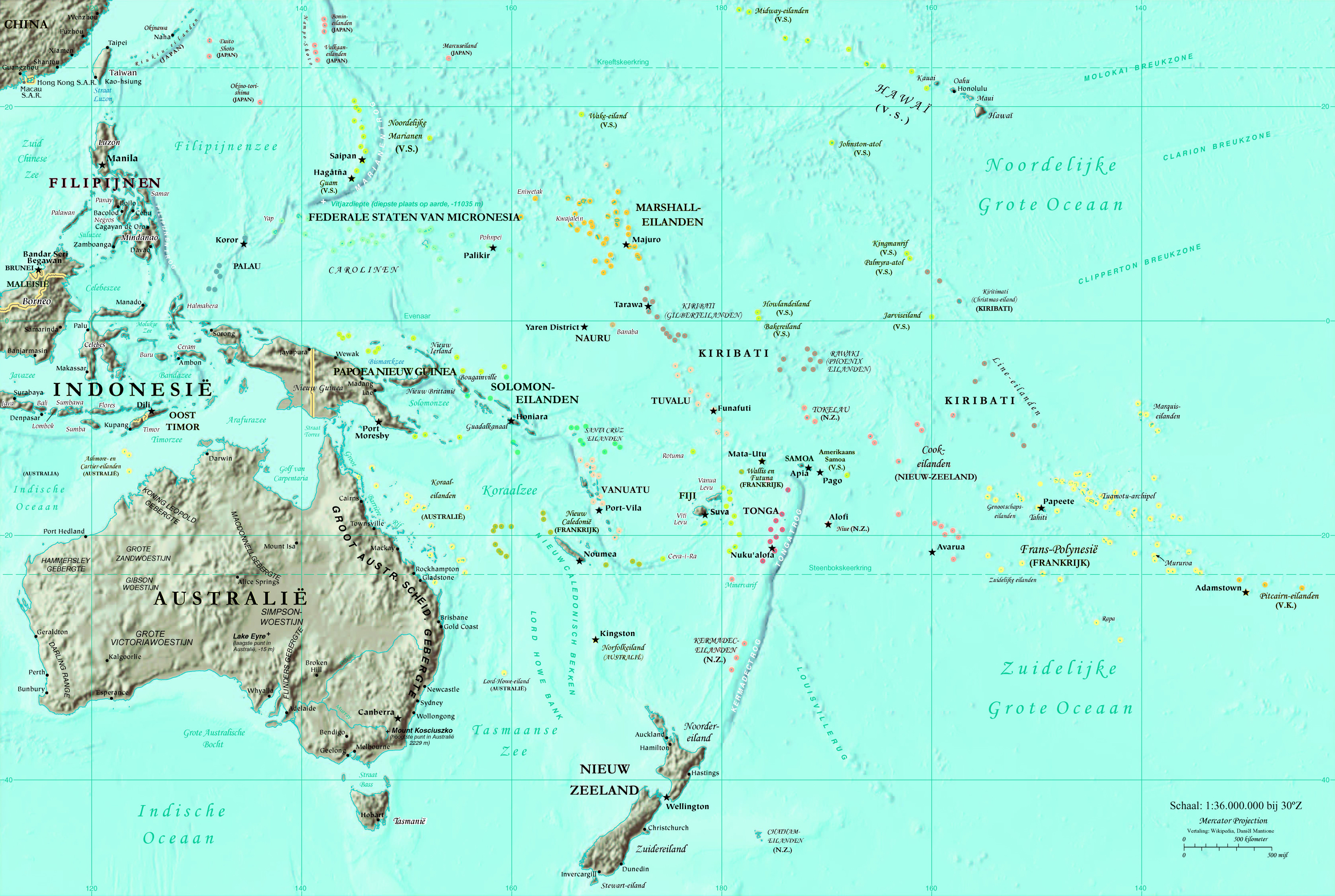
Kaart: The World Factbook, CIA

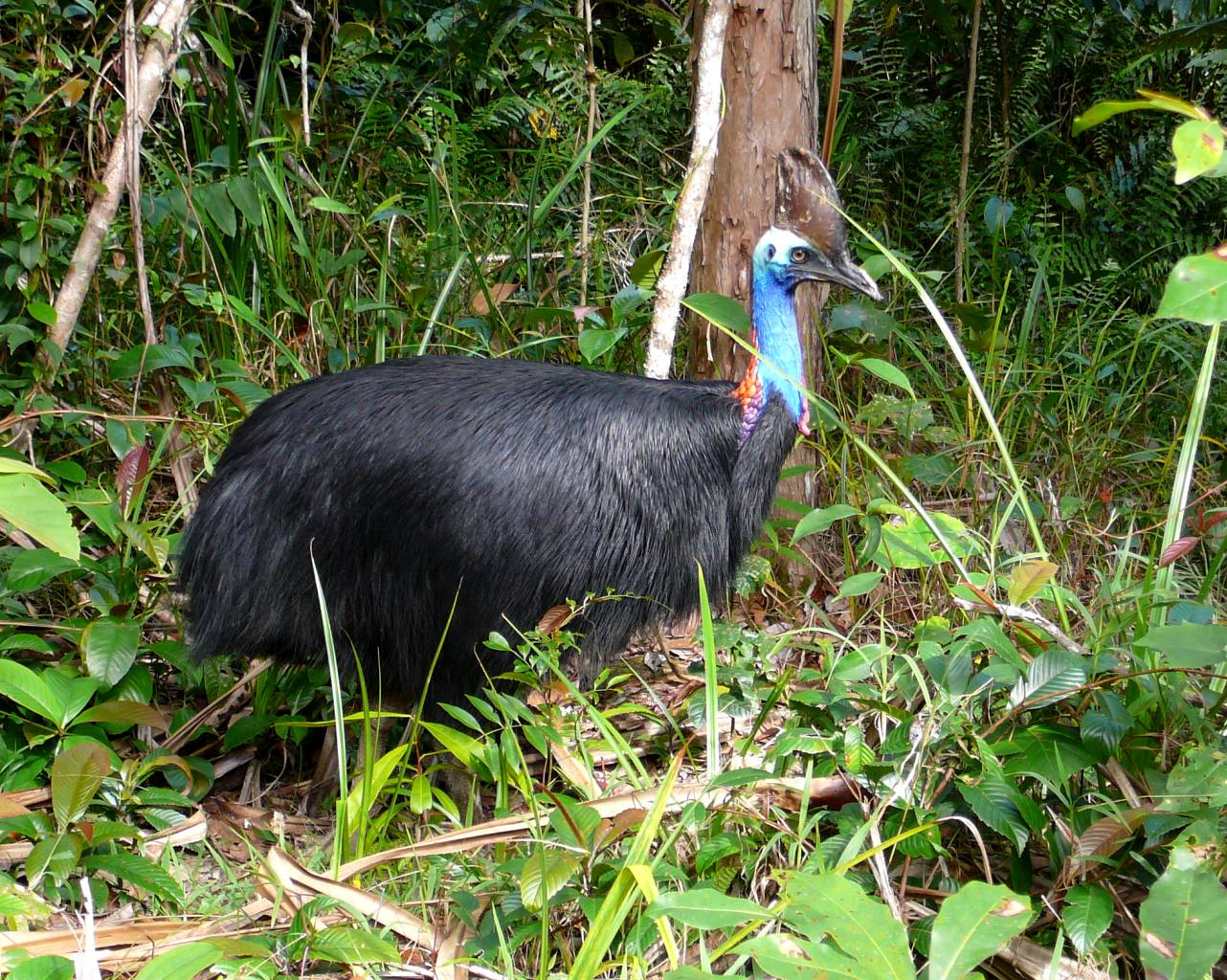
Een helmkasuaris, voorbeeld van een diersoort die enkel in Oceanië voorkomt.

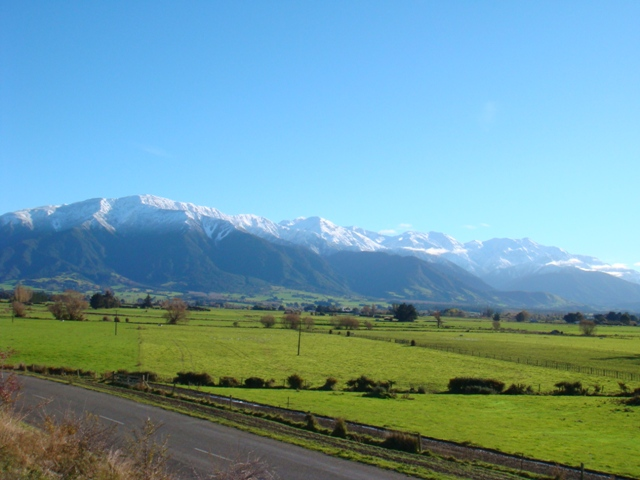
Landschap op het Zuidereiland van Nieuw-Zeeland.

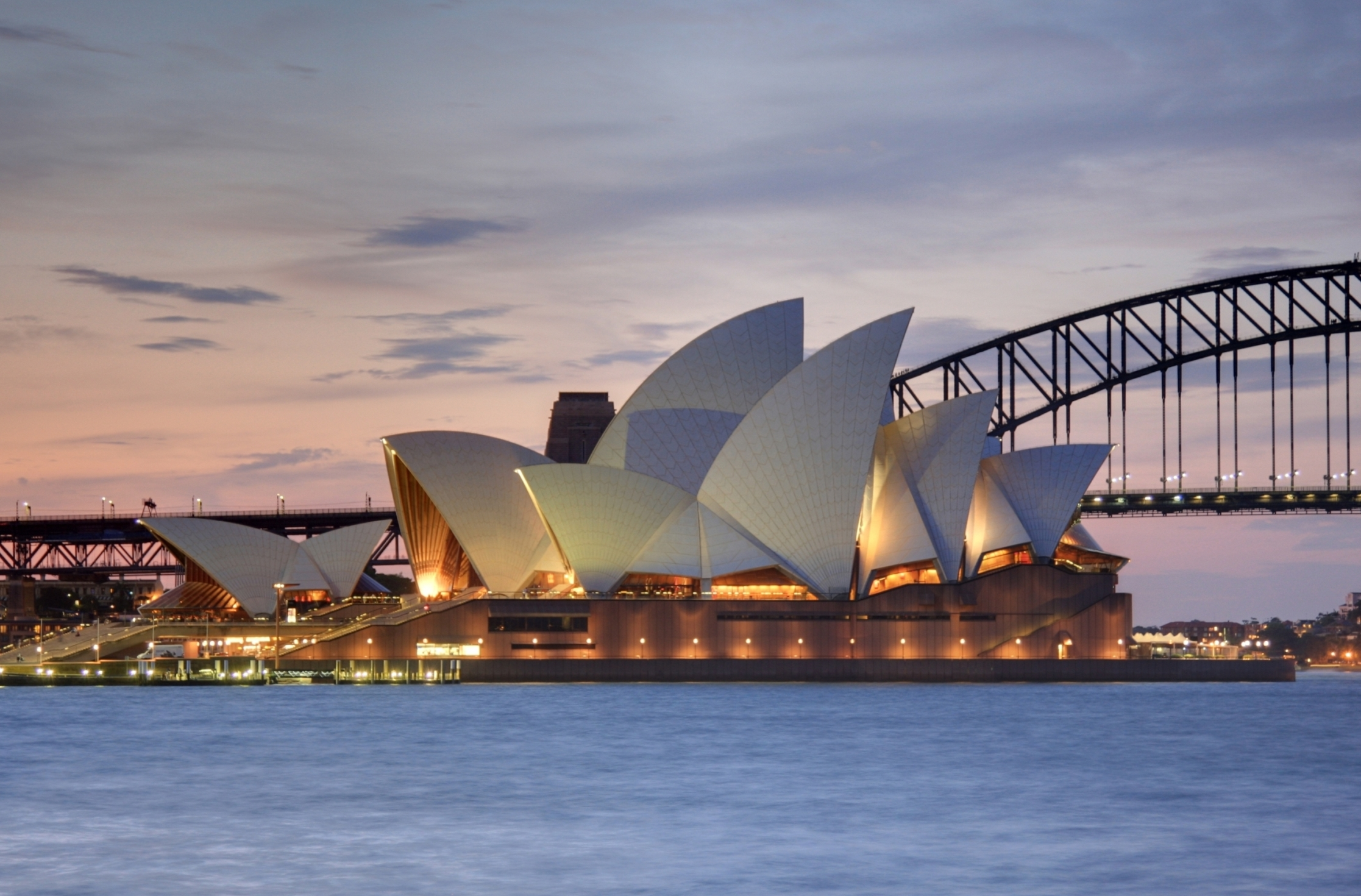
Sydney Opera House, een van de bekendste gebouwen van het werelddeel.

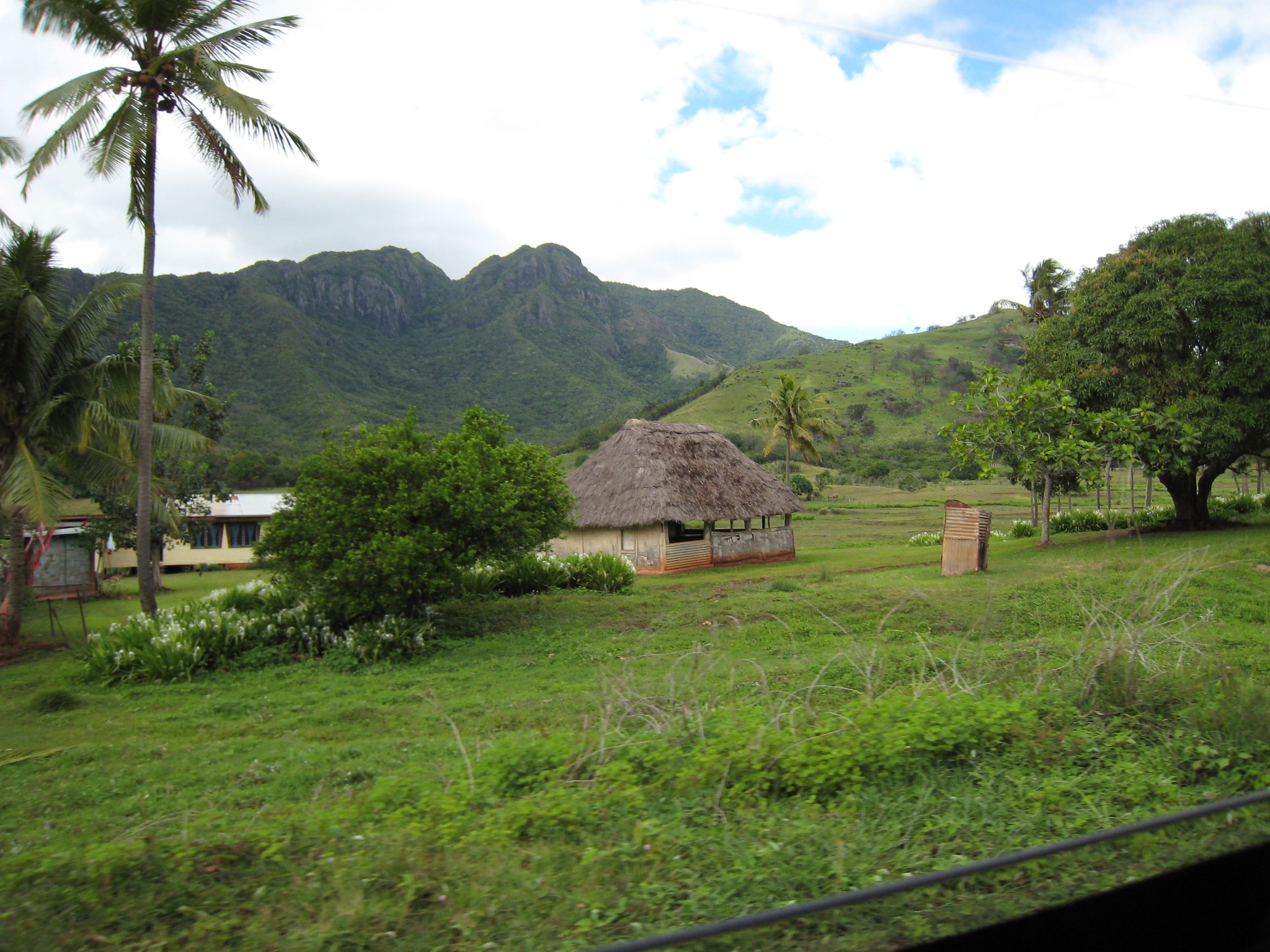
Landschap op Vanua Levu, Fiji.

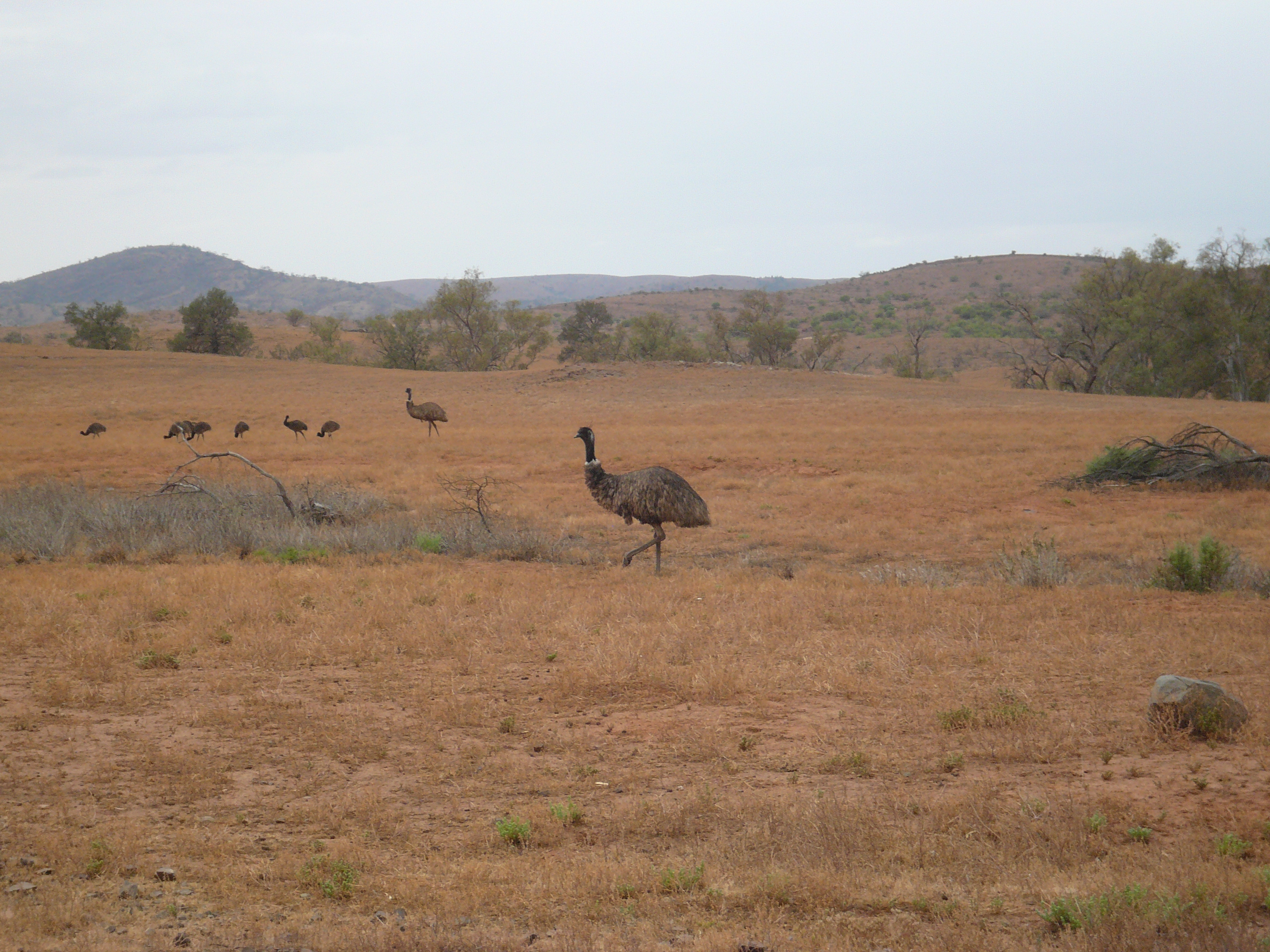
Het Australische binnenland, met emoes.

Klimaten in Oceanië.

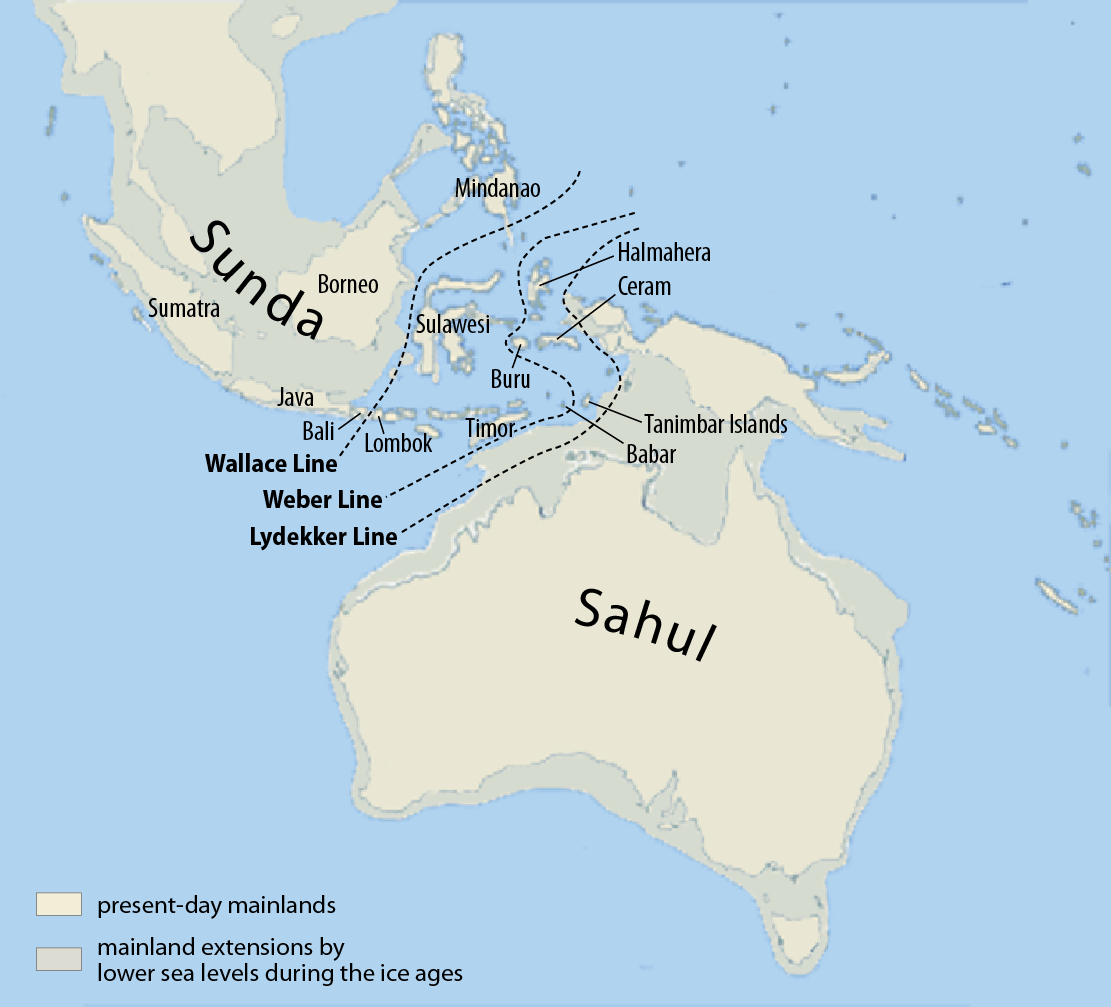
Definities van grenzen tussen Oceanië en Azië.

De Japantrog die tussen de Pacifische Plaat (geel) en Filipijnse Plaat (rood) de grens vormt tussen Azië en Oceanië. De Marianen worden in tegenstelling tot de Bonin-eilanden en de Vulkaan-eilanden tot Oceanië gerekend.

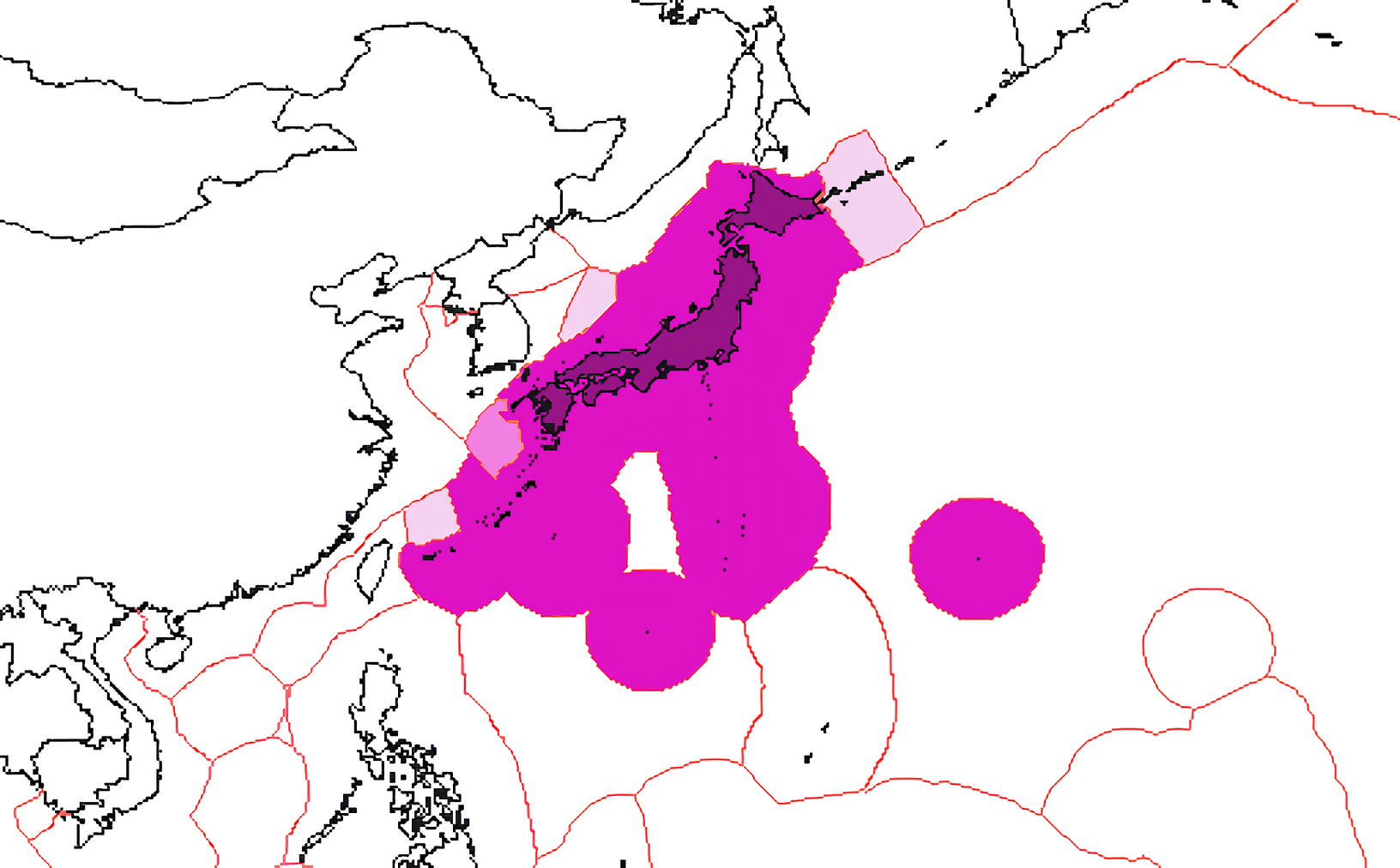
Grens tussen Japan, Filipijnen en Oceanië

Oceanië is een werelddeel dat bestaat uit het continent Australië en een groot aantal eilanden in de Grote of Stille Oceaan. Naast Australië worden Nieuw-Guinea en Nieuw-Zeeland hier toe gerekend. Het overgangsgebied Wallacea, zoögeografisch van Azië gescheiden door de denkbeeldige Wallacelijn, maakte geen deel uit van het continent Azië tijdens de laatste ijstijd, toen het zeepeil veel lager lag alhoewel het wel op de Euraziatische Plaat ligt en door de Lydekkerlijn zowel toen als nu van de Australische Plaat en het continent Australië gescheiden is.
In een engere zin worden onder Oceanië alleen de eilanden in de Grote of Stille Oceaan ten oosten van het continent Australië gerekend. Meestal wordt de regio etnologisch in drie grote eilandgroepen ingedeeld:
- Melanesië (rondom en oosten van Nieuw-Guinea)
- Micronesië (ten zuiden van Japan en ten oosten van de Riukiu-eilanden, Taiwan en de Filipijnen)
- Polynesië (de driehoek tussen Nieuw-Zeeland, Hawaï en Paaseiland)

## Geschiedenis
In 9000 v.Chr werden er al bananen geteeld op Nieuw-Guinea. Rond de zesde eeuw v.Chr zou de bananenteelt zich naar Zuid-Azië en via Madagaskar naar Afrika en nog later in de zestiende eeuw via Europeanen naar Amerika uitbreiden.
Oceanië werd voor het eerst verkend door Europeanen vanaf de 16e eeuw. Portugese zeevaarders bereikten tussen 1512 en 1526 langs de Indische Oceaan en de Molukken (António de Abreu en Francisco Serrão in 1512), de Aru-eilanden, de Raja Ampat-eilanden en Schouteneilanden voor Papoea Nieuw Guinea (Jorge de Menezes in 1526). In 1519 zeilde een Spaanse expeditie onder leiding van Ferdinand Magellaan langs de oostkust van Zuid-Amerika, vond de zeestraat tussen Vuurland en het vasteland van Zuid-Amerika die later de naam Straat Magellaan kreeg, en ging op 28 november 1520 de oceaan binnen die hij Stille Oceaan noemde. De drie schepen voeren naar het noorden en de passaatwinden voerden hen over de Stille Oceaan langs vele eilanden van Oceanië naar de Filipijnen, waar Magellaan werd gedood.
De Nederlanders waren de eerste Europeanen die de kustlijnen van Australië, Tasmanië, Nieuw-Zeeland, Tonga, Fiji, Samoa en Paaseiland verkenden en in kaart brachten. In de 17e eeuw brachten de zeevaarders en ontdekkingsreizigers van de VOC bijna driekwart van de Australische kustlijn in kaart, met uitzondering van de oostkust. Abel Tasman was de eerste bekende Europese ontdekkingsreiziger die de eilanden Van Diemen's Land (nu Tasmanië) en Nieuw-Zeeland bereikte en de Fiji-eilanden zag. Zijn navigator François Visscher en zijn koopman Isaack Gilsemans brachten grote delen van Australië, Nieuw-Zeeland, Tonga en de Fijische eilanden in kaart.
Op 24 november 1642 zag Abel Tasman de westkust van Tasmanië, ten noorden van Macquarie Harbour. Hij noemde zijn ontdekking Van Diemen's Land naar Antonio van Diemen, gouverneur-generaal van Nederlands-Indië.
Er is ook sprake van twee eilanden waarvan niet vaststaat of ze wel bestaan. Dit zijn Maria Theresa en Ernest-Legouvé rond 35°ZB 150°WL. Deze eilanden zouden zijn gezien in achtereenvolgens 1843 en 1902, maar zijn daarna nooit meer gevonden.
In 1788 werd Australië een Britse kolonie. In 1840 volgde Nieuw-Zeeland en de Fiji werden gekoloniseerd in 1872. In feite werden enorm veel van de Oceanische eilanden deel van het Britse Rijk. Naast de Britten waren er ook andere Europese machten welke controle uitoefenden over bepaalde delen van Oceanië. Zo was Nieuw-Caledonië vanaf 1853 een territorium van Frankrijk, evenals Frans-Polynesië vanaf 1889. Duitsland bouwde er ook kolonies (bijvoorbeeld Duits-Nieuw-Guinea in 1884 en Samoa in 1900). Naast Europa zochten ook de Verenigde Staten naar territoria in Oceanië. Zo werd Hawaï een Amerikaans territorium in 1898. Verscheidene meningsgeschillen tussen de Verenigde Staten, Duitsland en het Verenigd Koninkrijk betreffende Samoa leidden tot de Tripartite Convention in 1899.
Tijdens de Eerste Wereldoorlog werden de Duitse kolonies in Oceanië overgenomen door de geallieerden. In de Tweede Wereldoorlog viel Japan binnen in Nieuw-Guinea, de Salomonseilanden en andere Oceanische eilanden. Zij werden teruggestuurd tijdens de Slag in de Koraalzee en de Kokoda Track Campaign. Uiteindelijk werd Japan verslagen in 1945.
Australië en Nieuw-Zeeland werden dominions tijdens de 20e eeuw. Dankzij het Statuut van Westminster in 1942 en 1947 konden ze zelf een wetgeving uitbouwen, onafhankelijk van het Verenigd Koninkrijk. Hawaï werd een staat van de Verenigde Staten in 1959. Fiji en Tonga werden onafhankelijk in 1970, waarna vele andere eilandstaten in Oceanië volgden. In 1971 ontstond het South Pacific Forum, dat later in 2000 het Pacific Islands Forum werd. Deze organisatie bevordert de samenwerking tussen de 16 landen uit Oceanië. Het eiland Bougainville is geografisch gezien deel van de Salomonseilanden, maar politiek gezien deel van Papoea-Nieuw-Guinea. In 1975 trachtte dit eiland onafhankelijk te worden, echter zonder succes. Omwille hiervan brak er in de jaren ’90 een burgeroorlog uit op dit eiland. Uiteindelijk verkreeg het eiland meer autonomie, maar het is nooit onafhankelijk geworden.
In de jaren ’80 veroorzaakte Frankrijk oproer door het uitvoeren van nucleaire testen in Oceanië (op de atol Moruroa). Verscheidene milieuorganisaties, waaronder Greenpeace met het schip de Rainbow Warrior, kwamen hiertegen in opstand. De Franse geheime diensten brachten het schip echter tot zinken in 1985 in Auckland (Nieuw-Zeeland) om te vermijden dat het Moruroa zou bereiken.
In 1975 werd Oost-Timor onafhankelijk van Portugal, maar het werd al snel binnengevallen door Indonesië. Uiteindelijk werd Oost-Timor in 2002 officieel onafhankelijk verklaard.

## Geografie
Oceanië is een regio die bestaat uit duizenden eilanden in de centrale en zuidelijke Stille Oceaan. Het omvat Australië, het kleinste continent in termen van totale landoppervlakte. Een groot deel Oceanië ligt in de Stille Oceaan, een enorme watermassa die groter is dan alle continentale landmassa's en eilanden van de aarde samen. De naam Oceanië stelt terecht de Stille Oceaan vast als het bepalend kenmerk van het continent.
Oceanië wordt gedomineerd door de natie Australië. De andere twee grote landmassa's van Oceanië zijn Nieuw-Zeeland en het eiland Nieuw-Guinea. Oceanië omvat ook drie eilandregio's: Melanesië, Micronesië en Polynesië (inclusief de Amerikaanse staat Hawaï).
Oceanië kan worden onderverdeeld in drie eilandengroepen: continentale eilanden, vulkanische eilanden en koraaleilanden. De eilanden in elke groep zijn op verschillende manieren gevormd en bestaan uit verschillende materialen. Continentale eilanden hebben een verscheidenheid aan fysieke kenmerken, terwijl de vulkanische en koraaleilanden redelijk uniform zijn in hun fysieke geografie.
Australië, Nieuw-Zeeland en Nieuw-Guinea zijn continentale eilanden. Deze drie regio's hebben enkele fysieke kenmerken gemeen. Alle drie hebben bergketens of hooglanden - de Great Dividing Range in Australië; het vulkanische plateau van het Noordereiland en de Zuidelijke Alpen in Nieuw-Zeeland; en de Hooglanden van Nieuw-Guinea. Deze hooglanden zijn vouwbergen, ontstaan als tektonische platen die tegen elkaar zijn gedrukt en land omhoog worden geduwd. Nieuw-Zeeland en Nieuw-Guinea hebben ook vulkanische kenmerken als gevolg van tektonische activiteit. Hoewel ze enkele landschappelijke kenmerken gemeen hebben, heeft elk van deze regio's verschillende fysieke kenmerken die het resultaat zijn van verschillende milieuprocessen. Het landschap van Australië wordt gedomineerd door de outback, een regio van woestijngebieden en semi-aride gebieden. De outback is een gevolg van de ligging langs de droge Steenbokskeerkring, en de nabijheid van koele, droge, zuidelijke winden. De gletsjers van Nieuw-Zeeland zijn het resultaat van de hoge ligging van de eilanden en de nabijheid van koele, vochtige winden. De regenwouden van Papoea-Nieuw-Guinea zijn het resultaat van de hoge ligging van het eiland, de nabijheid van tropische, vochtdragende winden en de ligging direct onder de warme evenaar.
De vulkanische eilanden zijn ontstaan door vulkaanuitbarstingen. Deze uitbarstingen beginnen onder water, wanneer heet magma wordt afgekoeld en verhard door de oceaan. Na verloop van tijd ontstaan er eilanden met een steile centrale piek. De eilandenregio Melanesië bevat veel vulkanische eilanden omdat het een groot deel is van de Pacifische Ring van Vuur, een reeks vulkanen rond de grens van de Stille Oceaan. Dit deel van de Ring of Fire bevindt zich op de grens van de Pacifische plaat en de Australische plaat. Dit is een convergerende plaatgrens, waarbij de twee platen naar elkaar toe bewegen. Belangrijke vulkanische bergen in Melanesië zijn onder meer de berg Tomanivi op Fiji; Mount Lamington op Papoea-Nieuw-Guinea; en Mount Yasur op Vanuatu.
De koraaleilanden zijn gemaakt van de skeletten en levende lichamen van kleine zeedieren genaamd koraal. Soms reiken koraaleilanden nauwelijks boven zeeniveau. Ze hebben vaak de vorm van een onregelmatige ring van zeer kleine eilanden, een atol genaamd, die een lagune omringen. Een atol vormt zich wanneer een koraalrif zich rond een vulkanisch eiland opbouwt, waarna het vulkanische eiland weg erodeert en een lagune achterlaat. Atollen worden gedefinieerd als één eiland, ook al bestaan ze uit meerdere koraalgemeenschappen. De eilandregio's Micronesië en Polynesië worden gedomineerd door deze lage eilanden. Het Kwajalein-atol op de Marshalleilanden, bijvoorbeeld, bestaat uit 97 eilanden en eilandjes die een van de grootste lagunes ter wereld omringen, met een oppervlakte van 2.173 vierkante kilometer. De natie Kiribati bestaat uit 32 atollen en één eenzaam eiland, verspreid over 3,5 miljoen vierkante kilometer van de Stille Oceaan.

## Flora en fauna
Omdat Australië en Oceanië zo geïsoleerd zijn van de rest van de wereld, hebben ze een hoog aantal endemische soorten, of soorten die nergens anders op aarde voorkomen.
Vogels droegen de zaden van fruit en planten en verspreidden ze met hun uitwerpselen tussen eilanden. Varens, mossen en sommige bloeiende planten zijn afhankelijk van sporen of zaden die lange afstanden in de lucht kunnen blijven. Kokospalmen en mangroven, die in heel Australië en Oceanië veel voorkomen, produceren zaden die weken achtereen op zout water kunnen drijven. Belangrijke bloeiende planten afkomstig uit Australië en Oceanië zijn de Jacaranda, Hibiscus, Pohutukawa en Kowhai. Inheemse bomen zijn de Eucalyptus en de Banyanboom.
Vogels komen veel voor in Australië en Oceanië omdat ze een van de weinige dieren zijn die mobiel genoeg zijn om zich van eiland naar eiland te verplaatsen. Er zijn meer dan 110 endemische vogelsoorten in Australië en Oceanië, waaronder veel zeevogels. Veel loopvogels, zoals emoes, kiwi's, kasuarissen, weka's en takahes, komen oorspronkelijk uit Australië, Papoea-Nieuw-Guinea en Nieuw-Zeeland. De eilanden in de Stille Oceaan hebben meer dan 25 soorten paradijsvogels, die een kleurrijk verenkleed vertonen.
Hagedissen en vleermuizen vormen de meerderheid van de inheemse landdieren in Australië en Oceanië. Enkele hagedissoorten zijn de goanna, skink en de baardagaam.
De weinige inheemse landdieren in Australië en Oceanië zijn ongebruikelijk. Australië en Oceanië is de enige plaats ter wereld waar zoogdieren leven die eieren leggen. Er zijn slechts vijf levende soorten, waaronder de mierenegel en het vogelbekdier.
Veel van de meest bekende dieren afkomstig uit Australië en Oceanië zijn buideldieren, waaronder de koalas, kangoeroes, wombats en wallabys. Buideldieren zijn zoogdieren die hun pasgeboren jongen in een buidel dragen. Bijna 70 procent van de buideldieren op aarde komt oorspronkelijk uit Oceanië. De rest is zoals opossums inheems in Noord- en Zuid-Amerika.
In Australië en Oceanië werden buideldieren niet geconfronteerd met bedreigingen of concurrentie van grote roofdieren. De rode kangoeroe, 's werelds grootste buideldier, kan tot 2 meter hoog worden en wel 100 kilo wegen. In Amerika zijn buideldieren zoals buidelratten veel kleiner.

## Klimaat
De eilanden in de Stille Oceaan hebben een tropisch regenwoud en een tropisch savanneklimaat. In de tropische en subtropische Stille Oceaan beïnvloedt El Niño de weersomstandigheden. In de westelijke Stille Oceaan contrasteren de moesson en het bijbehorende natte seizoen tijdens de zomermaanden met de droge winterwinden die vanuit de Aziatische landmassa over de oceaan waaien.
Midden-Australië heeft een echt woestijnklimaat. In de zomer kunnen de temperaturen zeer hoog oplopen. In de winterperiode kan het 's nachts flink afkoelen. Hier valt minder dan 250 mm neerslag per jaar en het droge seizoen duurt meer dan acht maanden.
Het noorden van New South Wales en het zuiden van Queensland hebben een subtropisch klimaat met het hele jaar door aangenaam weer, hoewel het in de zomer behoorlijk warm kan worden. Grote steden als Sydney, Perth en Adelaide hebben een mediterraan klimaat met warme zomers en milde winters.
Victoria en Tasmanië in het zuiden hebben een gematigd klimaat. In de winter kan het vrij koud worden met sneeuwval in de hogere gebieden. De rest van het jaar is het zonnig en warm met kans op hittegolven in Victoria.
De meeste regio's van Nieuw-Zeeland behoren tot de gematigde zone met een zeeklimaat. De omstandigheden variëren van extreem nat aan de westkust van het Zuidereiland tot bijna semi-aride in Central Otago en subtropisch in Northland. Er valt sneeuw op het Zuidereiland van Nieuw-Zeeland en op grotere hoogte op het Noordereiland. Het is uiterst zeldzaam op zeeniveau op het Noordereiland.
Hawaï heeft veel verschillende klimaten, afhankelijk van de geografie (de hoogte en de locatie ten opzichte van de overheersende windrichting). Het eiland Hawaï herbergt bijvoorbeeld 4 van de 5 klimaatgroepen op een relatief klein oppervlak: tropisch, droog, gematigd en polair.
De hoogst gemeten temperatuur in Oceanië vond plaats in Oodnadatta, Zuid-Australië (2 januari 1960), waar de temperatuur 50,7 °C bereikte. De laagste temperatuur ooit gemeten in Oceanië was −25,6 °C bij Ranfurly in Otago in 1903, met een recentere temperatuur van −21,6 °C (-6,9 °F) opgenomen in 1995 in de buurt Ofir. Pohnpei van de Senyavin-eilanden in Micronesië is de natste nederzetting in Oceanië, en een van de natste plaatsen op aarde, met een jaarlijkse geregistreerde regenval van meer dan 7600 mm per jaar op bepaalde bergachtige locaties. The Big Bog op het eiland Maui is de natste plaats, met een gemiddelde van 10.271 mm per jaar.

## Zie ook

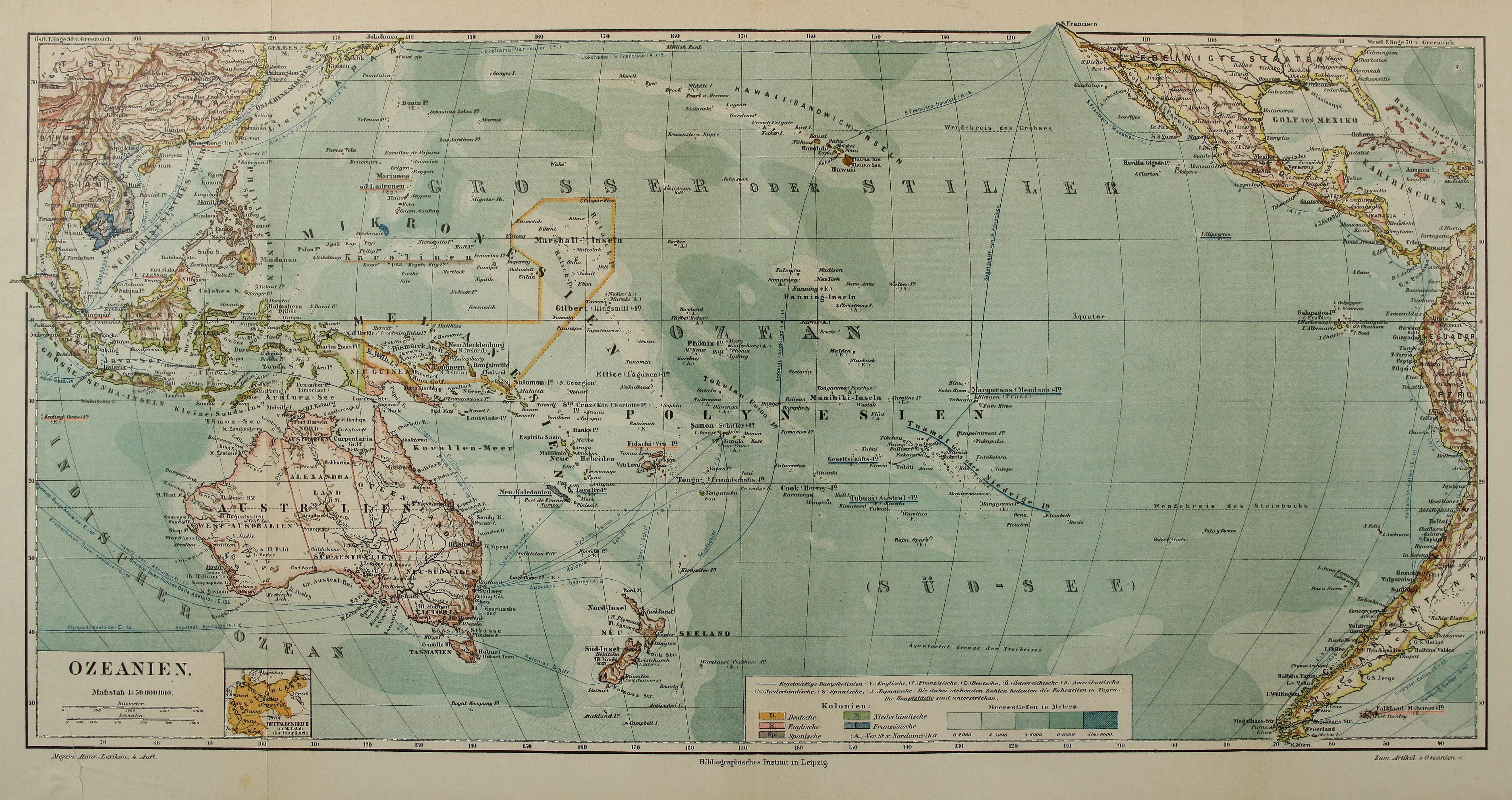
Kaart van Oceanië uit 1884.

## Landen en gebieden
| Vlag | Naam                                    | Hoofdstad    | Oppervlakte   | Taal                                   | Munteenheid                                   | UTC              | Regio                   | Status               |
| ---- | --------------------------------------- | ------------ | ------------- | -------------------------------------- | --------------------------------------------- | ---------------- | ----------------------- | -------------------- |
|      | Amerikaans-Samoa                        | Pago Pago    | 199 km²       | Engels en Samoaans                     | Amerikaanse dollar                            | -11              | Polynesië               | Amerikaans bezit     |
|      | Amerikaanse Kleinere Afgelegen Eilanden | -            | 43,86 km²     | Engels                                 | Amerikaanse dollar                            | +12, -12 tot -10 | Polynesië en Micronesië | Amerikaans bezit     |
|      | Australië                               | Canberra     | 7.692.024 km² | Engels                                 | Australische dollar                           | +8 tot +11       | Australië               | Onafhankelijk        |
|      | Cookeilanden                            | Avarua       | 236 km²       | Engels en Cookeilandmaori              | Nieuw-Zeelandse dollar en Cookeilandse dollar | -10              | Polynesië               | Nieuw-Zeelands bezit |
|      | Fiji                                    | Suva         | 18.272 km²    | Engels, Fijisch en Fijisch-Hindoestani | Fijische dollar                               | +12              | Melanesië               | Onafhankelijk        |
|      | Frans-Polynesië                         | Papeete      | 4.000 km²     | Frans en Tahitiaans                    | CFP-frank                                     | -10 tot -9       | Polynesië               | Frans bezit          |
|      | Guam                                    | Hagåtña      | 549 km²       | Engels en Chamorro                     | Amerikaanse dollar                            | +10              | Micronesië              | Amerikaans bezit     |
|      | Hawaï                                   | Honolulu     | 28.337 km²    | Engels en Hawaïaans                    | Amerikaanse dollar                            | -10              | Polynesië               | Amerikaans bezit     |
|      | Kiribati                                | Zuid-Tarawa  | 726 km²       | Engels en Kiribatisch                  | Australische dollar en Kiribati dollar        | +12 tot +14      | Micronesië en Polynesië | Onafhankelijk        |
|      | Marshalleilanden                        | Majuro       | 181 km²       | Engels en Marshallees                  | Amerikaanse dollar                            | +12              | Micronesië              | Onafhankelijk        |
|      | Micronesië                              | Palikir      | 702 km²       | Engels                                 | Amerikaanse dollar                            | +10              | Micronesië              | Onafhankelijk        |
|      | Nauru                                   | Yaren        | 21 km²        | Engels en Nauruaans                    | Australische dollar                           | +12              | Micronesië              | Onafhankelijk        |
|      | Nieuw-Caledonië                         | Nouméa       | 18.575 km²    | Frans                                  | CFP-frank                                     | +11              | Melanesië               | Frans bezit          |
|      | Nieuw-Zeeland                           | Wellington   | 275.042 km²   | Engels en Maori                        | Nieuw-Zeelandse dollar                        | +12              | Polynesië               | Onafhankelijk        |
|      | Niue                                    | Alofi        | 260 km²       | Engels en Niuees                       | Nieuw-Zeelandse dollar                        | -11              | Polynesië               | Nieuw-Zeelands bezit |
|      | Noordelijke Marianen                    | Saipan       | 457 km²       | Engels en Chamorro                     | Amerikaanse dollar                            | +10              | Micronesië              | Amerikaans bezit     |
|      | Norfolk                                 | Kingston     | 36 km²        | Engels en Pitcairnees                  | Australische dollar                           | +11              | Polynesië               | Australisch bezit    |
|      | Paaseiland                              | Hanga Roa    | 163,6 km²     | Spaans en Rapa Nui                     | Chileense peso                                | -5               | Polynesië               | Chileens bezit       |
|      | Palau                                   | Ngerulmud    | 459 km²       | Engels en Palaus                       | Amerikaanse dollar                            | +9               | Micronesië              | Onafhankelijk        |
|      | Papoea-Nieuw-Guinea                     | Port Moresby | 462.840 km²   | Engels, Hiri Motu en Tok Pisin         | Papoea-Nieuw-Guinese kina                     | +10              | Melanesië en Australië  | Onafhankelijk        |
|      | Pitcairneilanden                        | Adamstown    | 47 km²        | Engels en Pitcairnees                  | Nieuw-Zeelandse dollar                        | -8               | Polynesië               | Brits bezit          |
|      | Salomonseilanden                        | Honiara      | 28.896 km²    | Engels                                 | Salomon-dollar                                | +11              | Melanesië               | Onafhankelijk        |
|      | Samoa                                   | Apia         | 2.842 km²     | Engels en Samoaans                     | Samoaanse tala                                | +13              | Polynesië               | Onafhankelijk        |
|      | Tokelau                                 | Fale         | 12 km²        | Engels en Tokelaus                     | Nieuw-Zeelandse dollar                        | +13              | Polynesië               | Nieuw-Zeelands bezit |
|      | Tonga                                   | Nuku'alofa   | 747 km²       | Engels en Tongaans                     | Tongaanse pa'anga                             | +13              | Polynesië               | Onafhankelijk        |
|      | Tuvalu                                  | Funafuti     | 26 km²        | Engels en Tuvaluaans                   | Australische dollar en Tuvaluaanse dollar     | +12              | Polynesië               | Onafhankelijk        |
|      | Vanuatu                                 | Port Vila    | 12.189 km²    | Engels, Frans en Bislama               | Vanuatuaanse vatu                             | +11              | Melanesië               | Onafhankelijk        |
|      | Wallis en Futuna                        | Matâ'utu     | 142 km²       | Frans, Wallisiaans en Futunaans        | CFP-frank                                     | +12              | Polynesië               | Frans bezit          |
|      | Westelijk Nieuw-Guinea                  | Jayapura     | 323.000 km²   | Engels, Indonesisch en Papoeatalen     | Indonesische roepia                           | +9               | Melanesië en Australië  | Indonesisch bezit    |

### Oppervlakte en inwoneraantallen van landen en landsdelen in Oceanië
| Naam                                    | Aantal inwoners | Oppervlakte (km²) | Dichtheid |
| --------------------------------------- | --------------- | ----------------- | --------- |
| Amerikaans-Samoa (Verenigde Staten)     | 65.628          | 199               | 329,79    |
| Australië                               | 23.232.413      | 7.741.220         | 2,85      |
| Cookeilanden (Nieuw-Zeeland)            | 20.811          | 240               | 86,71     |
| Fiji                                    | 920.938         | 18.274            | 46,86     |
| Frans-Polynesië (Frankrijk)             | 257.847         | 3.961             | 65,09     |
| Guam (Verenigde Staten)                 | 160.796         | 549               | 292,9     |
| Hawaï (Verenigde Staten)                | 1.427.538       | 28.311            | 48,05     |
| Westelijk Nieuw-Guinea (Indonesië)      | 4.363.869       | 421.981           | 6,62      |
| Kiribati                                | 96.335          | 811               | 118,8     |
| Marshalleilanden                        | 73.630          | 181               | 406,8     |
| Micronesië                              | 135.869         | 702               | 193,54    |
| Midway (Verenigde Staten)               | 40              | 6,2               | 6,45      |
| Nauru                                   | 12.329          | 21                | 587,1     |
| Nieuw-Caledonië (Frankrijk)             | 279.070         | 19.060            | 12,61     |
| Nieuw-Zeeland                           | 4.510.327       | 268.531           | 16,45     |
| Niue (Nieuw-Zeeland)                    | 2.134           | 260               | 8,21      |
| Noordelijke Marianen (Verenigde Staten) | 77.311          | 477               | 162,1     |
| Norfolk (Australië)                     | 2141            | 36                | 59,47     |
| Paaseiland (Chili)                      | 3.791           | 163               | 23,26     |
| Palau                                   | 19.409          | 458               | 42,4      |
| Papoea-Nieuw-Guinea                     | 6.909.701       | 462.840           | 11,17     |
| Pitcairneilanden (Verenigd Koninkrijk)  | 48              | 47                | 1,02      |
| Samoa                                   | 179.000         | 2.944             | 60,81     |
| Salomonseilanden                        | 494.786         | 28.450            | 17,39     |
| Tokelau (Nieuw-Zeeland)                 | 1.431           | 10                | 143,1     |
| Tonga                                   | 106.137         | 748               | 141,89    |
| Tuvalu                                  | 11.146          | 26                | 428,69    |
| Vanuatu                                 | 243.304         | 12.190            | 19,96     |
| Wallis en Futuna (Frankrijk)            | 15.585          | 274               | 56,87     |
| Wake (Verenigde Staten)                 | 12              | 7,38              | 1,62      |
| Totaal                                  | 68.143.021      | 9.306.337         | 6,35      |